# Anna Zawadzka-Gołosz
Anna Zawadzka-Gołosz (ur. 1 grudnia 1955 w Krakowie) – polska kompozytorka i pedagog.

## Życiorys
Ukończyła studia w zakresie teorii muzyki (1981) oraz kompozycji (1987) w klasie Krystyny Moszumańskiej-Nazar w Akademii Muzycznej w Krakowie. W latach 1986–1987 kształciła się w Folkwang Hochschüle für Musik, Theater und Tanz w Essen (Niemcy). Współpracowała ze Studiem Eksperymentalnym Polskiego Radia w Warszawie oraz Studiem Elektronicznym Akademii Muzycznej w Krakowie. Podczas kursów muzyki współczesnej w Kazimierzu Dolnym nad Wisłą współpracowała m.in. z Witoldem Lutosławskim, Witoldem Szalonkiem czy Iannisem Xenakisem.
Od 2011 profesor, wykładowca Akademii Muzycznej w Krakowie. Dyrektor Instytutu Kompozycji, Dyrygentury i Teorii Muzyki Akademii Muzycznej w Krakowie w latach 2005-2012, od 2004 Kierownik Zespołu Harmonii i Kontrapunktu w tejże uczelni.

## Twórczość
W jej dorobku artystycznym znajdują się utwory orkiestrowe, kameralne, solowe oraz muzyka elektroakustyczna. Istotną część tego dorobku zajmują kompozycje napisane na zamówienie festiwali, instytucji muzycznych i indywidualnych, wybitnych artystów. Jej utwory wykonywane były w Polsce (m.in. podczas festiwalu Warszawska Jesień) i w wielu krajach za granicą.
Jest autorką tekstów o muzyce Witolda Lutosławskiego, którego twórczość i postawa artystyczna stanowią dla niej istotny punkt odniesienia w obszarze estetyki i etyki twórczej.